# Gustave Rothan
Gustave Rothan, född 1822, död 1890, var en fransk diplomat och historiker. 
Rothan var 1847–1860 legationssekreterare vid flera tyska hov och blev 1867 generalkonsul i Frankfurt. Han var 1868–1870 sändebud vid hansestädernas och de angränsande ländernas regeringar. I kejsardömets sista tid förflyttades han till Florens fram till september 1870 och tog avsked från statstjänsten efter freden. Åren 1879–1887 utgav han en rad upplysande framställningar av Frankrikes och dess grannländers politiska historia i tidsrummet 1866–1870: La politique française 1866 (1879), L'affaire de Luxembourg (2 band 1882), L'Allemagne et l'Italie 1870–1871 (2 band 1884–1885) och La politique extérieure de la France en 1867 (2 band 1887); de två första prisbelönades av Franska akademien. Senare följde La Prusse et son roi pendant la guerre de Crimée (1888) och Europe et l'avènement du second empire (1890). På grund av dessa skrifter förbjöd den tyska regeringen 1885 Rothan att resa in i Elsass, trots att han var född i detta landskap och hade en egendom där. 